# Joe De Grasse
Joseph Louis De Grasse (4 de mayo de 1873, Bathurst, Nuevo Brunswick-25 de mayo de 1940, Eagle Rock, California) fue un director de cine canadiense, hermano mayor del actor Sam De Grasse.
Joe De Grasse comenzó su carrera trabajando como periodista, pero al poco tiempo se enamoró del mundo del teatro y aceptó un trabajo como actor. En 1910, participó de su primera película y, pese a que actuó en films y escribió 2, su interés principal era la dirección.
Mientras trabajaba para Universal Studios en Hollywood, De Grasse conoció y se casó con una de las pocas directoras de cine de la época: Ida May Park (1879-1954). En 1915 se convirtió en miembro fundador de la Motion Picture Directors Association (Asociación de Directores de Películas), una precursora del actual Directors Guild of America (Sindicato de Directores de los Estados Unidos).
Durante su carrera dirigió un total de 89 películas, actuó en 22, escribió 3 y produjo 3.

## Filmografía seleccionada

### Como director
| - The Hidden Way (1926) - Flowing Gold (1924) - Thundergate (1923) - The Girl I Loved (1923) - A Tailor-Made Man (1922) - The Old Swimmin' Hole (1921) - Nineteen and Phyllis (1920) - 45 Minutes from Broadway (1920) - Bonnie May (1920) - The Brand of Lopez (1920) - The Midlanders (1920) - His Wife's Friend (1919) - Heart o' the Hills (1919) - L' Apache (1919) - The Market of Souls (1919) - Undertow (1919) - The Wildcat of Paris (1918) - The Rough Lover (1918) - After the War (1918) - A Broadway Scandal (1918) - The Fighting Grin (1918) - The Scarlet Car (1917) - The Winged Mystery (1917) - Anything Once (1917) - The Empty Gun (1917) - Triumph (1917) - Pay Me! (1917) - A Doll's House (1917) - The Girl in the Checkered Coat (1917) - The Mask of Love (1917) - Hell Morgan's Girl (1917) - The Piper's Price (1917) - The Price of Silence (1916) - The Place Beyond the Winds (1916) - If My Country Should Call (1916) - The Mark of Cain (1916) - The Grasp of Greed (1916) - Bobbie of the Ballet (1916) - The Gilded Spider (1916) - Tangled Hearts (1916) - The Grip of Jealousy (1916) - Dolly's Scoop (1916 - Stronger Than Death (1915) - Father and the Boys (1915) - Under a Shadow (1915) | - The Millionaire Paupers (1915) - Lon of Lone Mountain (1915) - A Mother's Atonement (1915) - Alas and Alack (1915) - The Fascination of the Fleur de Lis (1915) - The Pine's Revenge (1915) - Quits (1915) - Mountain Justice (1915) - Betty's Bondage (1915) - Bound on the Wheel (1915) - Steady Company (1915) - Vanity (1915) - Simple Polly (1915) - A Mountain Melody (1915) - One Man's Evil (1915) - The Struggle (1915) - The Heart of Cerise (1915) - The Stronger Mind (1915) - An Idyll of the Hills (1915) - Unlike Other Girls (1915) - The Girl of the Night (1915) - The Grind (1915) - A Man and His Money (1915) - Maid of the Mist (1915) - The Desert Breed (1915) - All for Peggy (1915) - Outside the Gates (1915) - Where the Forest Ends (1915) - Such Is Life (1915) - When the Gods Played a Badger Game (1915) - The Threads of Fate (1915) - The Measure of a Man (1915) - The Star of the Sea (1915) - The Sin of Olga Brandt (1915) - Her Escape (1914) - A Night of Thrills (1914) - The Lion, the Lamb, the Man (1914) - Lights and Shadows (1914) - Her Life's Story (1914) - Virtue Is Its Own Reward (1914) - A Law Unto Herself (1914) - The Pipes o' Pan (1914) - Her Bounty (1914) - Her Wayward Son (1914) |

### Como actor
| - The Adventures of Frank Merriwell (1936) (sin acreditar) - The Dawn Rider (1935) (como Joe DeGrasse) - The Drunkard (1935) (como Joe De Grasse) - The Cowboy Kid (1928) - So Big (1924) - After the War (1918) - The Place Beyond the Winds (1916) - The Undertow (1916) - The Girl of the Night (1915) - Where the Forest Ends (1915) - The Measure of a Man (1915) | - Lights and Shadows (1914) - The Measure of a Man (1914) - The Pioneer's Recompense (1913) - The $2500 Bride (1912) - Jealousy on the Ranch (1912) - A Famous Scout to the Rescue (1912) - A Redman's Friendship (1912) - His Wife's Old Sweetheart (1912) - The Squaw Man's Sweetheart (1912) - For His Mother's Sake (1912) - Love's Renunciation (1911) |

### Como guionista
- Pay Me! (1917)
- A Doll's House (1917)
- Her Wayward Son (1914)

### Como productor
- Felix on the Job (1916)
- Alas and Alack (1915)
- The Higher Law (1914)